# Robert Hurley
Robert Hurley (Melbourne, 26 settembre 1988) è un ex nuotatore australiano.
Specializzato nel dorso ha vinto la medaglia di bronzo nella staffetta 4x200 m sl ai Mondiali di Roma nel 2009.

## Palmarès
- Mondiali

Roma 2009: bronzo nella 4x200m sl.
- Mondiali in vasca corta

Manchester 2008: oro nella 4x200m sl.
Istanbul 2012: oro nei 50m dorso, argento nella 4x200m sl e bronzo nella 4x100m misti.